# 일본의 근현대문학사
일본의 근현대문학사에서는, 제2차 세계 대전 이전 (1868년 ~ 1945년)과 제2차 세계 대전 이후 (1945년 ~ 현재)의 일본 문학의 역사를 개략적으로 설명한다.

## 개요
전전(戰前)의 77년간과 전후(戰後)의 65년간은, 문화적 특징은 전혀 다른 시대다. 2개의 시대 모두 문학은 복잡 다양하며 일본 문학 사상 유례없는 발전을 보이고 있다.
오랜 쇄국 상태에서 벗어나 문명개화의 표방에 따른 무비판적이라고 할 수 있을 정도의 서양 추종은 시행착오와 혼란도 있었으나 일본 국민의 세계관이나 사회 기구에 커다란 변혁을 가져와서 근대화를 급속도로 추진시켰다. 근대화의 방향은 일반적으로 정치면에 있어서는 자유주의·개인주의에 따른 민주주의의 이념을 찾고, 경제적으로는 자본주의의 확충·발전 내지는 그 모순의 수정을 진행시켰는데 그러한 상황 아래서 생활하는 근대인은 사상적으로 자유와 평등을 찾고 근대적인 자아의식에 눈뜨게 되었다. 따라서 문학도 개성의 존중, 자아의 발전을 중심으로 한 사고방식이 근저를 이루고 인간의 가능성을 무한대로 추구하게 되었다.
일본 근대문학의 특색의 하나는 외국 문학의 강한 영향을 받으면서도 독자적인 성격을 형성해 왔다는 점이다. 일본은 18세기 이후의 유럽 문학의 여러 사조를 추적하여 사실주의·낭만주의·자연주의·탐미주의·이상주의·사회주의 등의 여러 경향을 단기간에 섭취했다.
근대문학의 주류를 이루는 것은 소설과 평론인데, 메이지 초기의 20년간은 계몽기로서 개관되며 구(舊)문학에서 탈피하여 신문학을 모색하는 태동이 시작되었다. 문학의 본격적인 근대화가 추진되는 것은 1890년대에 와서이며 사실주의·낭만주의·자연주의를 계기로 발전해 나가는 것이 전전 문학 초기의 커다란 흐름이다. 그러나 서구 문학의 동시대적인 영향을 받아 일본 독자의 주체적인 연소(燃燒)를 이루게 된 것은 제1차 세계 대전 이후이다. 그러나 제1차 세계 대전 후의 사회정세를 배경으로 일어난 데모크라시의 풍조는 민중예술이나 노동문학을 거쳐 프롤레타리아 문학으로서 융성을 보였고, 한편 이에 자극을 받아 전위 예술의 의식에 뿌리박힌 신감각파나 신흥예술파의 모더니즘 운동이 발생하여 종래의 문학형식의 혁신을 시도했다.
전전 문학 말기는 이러한 새로운 두 조류와 기성문학의 3파 정립(鼎立)의 형태로 전개되는데 먼저 프롤레타리아 문학은 관권의 탄압에 의해서 전향(轉向) 문학의 현상을 낳았다. 예술파의 문학도 시대의 동요 속에서 충분한 성장을 보지 못했고, 1935년의 전시하의 문화통제는 문학을 질식 상태에 빠뜨렸다.
전후 다시 문단은 활기를 되찾아 먼저 기성 작가에 의해서 사소설(私小說)·풍속소설을 주축으로 하는 전전 문학의 전통이 부활되었고, 이어 민주주의 문학, 전후파 문학의 활동이 나타나 연이어 신인들이 등장했다.

## 전전

### 전전의 일본 문학

#### 메이지 시대의 일본 문학
메이지 시대의 문학에 근대화의 양상이 두드러지게 나타나기 시작한 것은 1887년 전후부터이며 그 때까지의 시기는 계몽기로서 신문학의 태동 과정으로 볼 수 있다. 문화개화를 표방하여 전(前)시대의 봉건체제와 사상의 불합리로부터 정치적·사상적인 해방을 찾고 새로운 시민사회의 형성을 목표로 하는 시대의 혁신적인 움직임은 자유와 합리적 정신의 존중으로 나타나서 공리(功利)주의·실용주의 풍조를 강화시켰다.
이 시기의 대표적인 계몽사상가로는 일찍이 해외에 진출, 신지식을 흡수하고 돌아온 후쿠자와 유키치, 니시 아마네, 나카에 초민(中江兆民, 1847-1901) 등이다. 그러나 메이지 초기의 건설적인 노력은 주로 정치·경제·과학 등의 실용적 방면에 경주되어 문예는 경시되었다.

#### 다이쇼 시대의 일본 문학
메이지 말기의 문단의 주류였던 자연주의 운동에 비판적인 태도를 보인 것은 모리 오가이, 나쓰메 소세키이며, 다이쇼 시대에 들어와서 각각 원숙한 작풍을 완성했는데 그 영향으로 젊은 세대의 반자연주의 운동이 일어나 탐미적(耽美的)인 신낭만주의, 인도적인 신이상주의, 이지적인 신현실주의 등이 다채롭게 전개되었다.
반자연주의의 입장에서 예술지상적인 분위기를 문단에 조성시킨 것은 미다분가쿠(三田文學) 등을 통하여 활약한 나가이 가후, 기노시타 모쿠타로(1885-1945), 다니자키 준이치로 등의 작가이다. 이들은 새로운 낭만주의를 찾아 이국 취미나 에도의 정서를 동경하는 관능적인 탐미주의를 심화시켜 향락적·퇴폐적인 경향을 보였다.
나가이 가후는 구미 유학에서 돌아와 <아메리카 모노가타리(아메리카 이야기)>(1908) 등에서 정서적인 풍속소설의 새로운 경지를 개척했고, 그의 추상(推賞)으로 화려하게 문단에 등장한 다니자키는 <시세이(剌靑)>(1910) 등의 작품에서 환상과 공상을 구사하여 관능미를 찾아 도착적인 농염한 작풍을 전개했다.
탐미파의 작가로서 약간 뒤의 구보타 만다로(久保田萬太郞, 1889-1963)는 아사쿠사(淺草) 정서를 그려 재능을 보였고, 사토 하루오(佐藤春夫, 1892-1964)는 낭만적·공상적인 세계에 세기말적인 권태감을 가하여 지적이고 섬세한 작풍을 보였다.
다이쇼 초기에는 톨스토이, 오이켄, 베르그송 등의 신사조가 소개되어 보편적인 인간성을 추구하는 이상주의의 경향이 강해지는데 그러한 영향을 받아서 탐미파와는 대조적인 인도주의를 표방하는 문학운동이 일어났다. 그 중심은 '시라카바(白樺)'의 무샤노코지 사네아쓰(武者小路實篤, 1885-1976), 시가 나오야(志賀直哉, 1883-1971), 아리지마 다케오(有島武郞, 1878-1923) 등이다. '시라카바'파의 사상적 특색은 개성을 존중하고 신장시킴으로써 인류의 행복에 공헌하려는 낙천적·긍정적인 인생관과 정의와 사랑의 정신을 강조하고 자아 확충의 방향을 지향했다.
'사라카바'파에 이어 문단에 새바람을 일으킨 것은 '신시죠(新思潮)'의 동인인 아쿠타가와 류노스케, 기쿠 치칸(菊池寬), 구메 마사오(久米正雄, 1891-1952), 야마모토 유조(山本有三, 1887-1974), 도요시마 요시오(豊島與志雄, 1890-1955) 등의 신현실주의의 작가들이다. 이 파의 사람들은 '사라카바'파의 이상주의의 낙천적 긍정관에 회의적이어서 자연주의의 리얼리즘과는 다른 관점에서 새로운 현실 파악을 시도하려고 했다. 즉 이지적으로 인생과 현실을 재단(裁斷)하고, 주관적 해석을 가해서 현실을 재구성하려고 했고, 테마를 설정하고 심리분석의 수법을 사용했다.
다이쇼 시대는 반자연주의의 여러 파의 눈부신 활약이 두드러지나 자연주의의 영향은 강하게 잔존하고 있어 기성작가의 활약 이외에 '기세키(奇蹟)'를 통하여 히로츠 가즈오(廣津和郞, 1891-1968), 우노 고지(宇野浩二, 1891-1961), 가사이 젠조(葛西善藏, 1887-1928) 등의 신인이 새로운 사소설(私小說)의 세계를 개척했다.
다이쇼 시대의 휴머니즘과 데모크라시의 시대 사조는 문학에도 커다란 영향을 주었는데 그 하나는 중기부터 왕성해진 민중예술론이다. 당시 제1차 세계대전 후의 사회적 불안의 반영으로서 무정부주의·사회주의 사상이 강해져서 미야지마 쓰케오(宮嶋資夫, 1886-1951)·미야지 가로쿠(宮地嘉六, 1884-1958) 등의 노동자 작가에 의한 노동문학이 일어났고, 1920년대가 되자 무산계급의 해방을 찾는 프롤레타리아 문학운동이 발생했다.
이와 같은 운동에 자극되어 예술파 가운데서도 혁신적인 움직임이 나타나서 <분게이지다이(文藝時代)>에 의한 요코미쓰 리이치(橫光利一, 1898-1947), 가와바타 야스나리 등의 신감각파의 운동이 시작되어 쇼와시대의 모더니즘의 제운동이 전개되었다.

#### 쇼와 시대 (1945년 이전)의 일본 문학
1923년 9월의 관동대지진을 계기로 근대문학은 새로운 역사적 단계에 들어가 기성문학을 부정하려는 혁신적인 운동이 시작되었다. 그 하나는 계급적 자각을 깊이 한 프롤레타리아 문학의 문단 진출이며 또 하나는 종래의 문학표현이나 기법(技法)을 근본에서부터 변화시키고자 하는 신감각파 등의 모더니즘의 예술 운동이다.
1927년의 아쿠타가와 류노스케의 자살은 문학에서의 다이쇼에서 쇼와에의 전환을 상징하는 사건이었다. <다네마쿠히토(씨뿌리는 사람)>(1921)의 창간에서 비롯하는 프롤레타리아 문학 운동은 간토대지진 후 일시 후퇴하였으나 다음해 <분게이센센(文藝戰線)>의 창간으로 부활하여 아오노 스에키치(靑野季吉, 1890-1961) 등의 평론가와 하야마 요시키(葉山嘉樹, 1894-1945) 등의 작가가 활약했다. 또한 <가니코센(蟹工船)>을 쓴 고바야시 다키지(小林多喜二, 1903-1933), <다이요노나이마치(태양이 없는 거리)>(1929)를 쓴 도쿠나가 스나오(德永直, 1899-1958) 등이 있다. 그러나 군국주의화의 경향을 강화한 정치권력의 탄압으로 붕괴되고 말았다.
한편 신감각파(新感覺派)의 운동은 1924년에 창간된 <분게이지다이(文藝時代)>의 동인 요코미츠 리이치(橫光利一, 1898-1947), 가와바타 야스나리 등에 의해서 추진되었으며, 자연주의적 수법을 배척하고 문체의 혁신을 찾아 근대사회의 고도화에 따라서 해체되어 가는 자아와 현실을 감각적으로 포착하기 위한 지적인 연구에 노력했다.
이 신감각파의 영향으로 쇼와시대에 들어서자 예술의 자주성 획득을 목표로 한 반(反)프롤레타리아 작가의 모더니즘 운동이 일어났다. 소비생활이나 퇴폐적인 도시문화를 그리고자 한 신흥예술파에는 가무라 이소타, 이부세 마스지(1898- ? ) 등의 신인이 나타났다. 또한 유럽의 20세기 문학의 새 수법을 배운 이토 세이, 호리다 스오(掘辰雄, 1904-1953) 등의 신심리주의파는 인간의 심층 심리를 분석하여 분열을 가져온 자아의식을 미세하게 표현하고자 시도했다. 또한 가지이 모토지로(梶井基次郞, 1902-1932), 마키노 신이치(牧野信一, 1896-1936) 등의 개성적인 작풍도 주목되었다.
시대가 전쟁의 어두운 골짜기로 기울어지자 좌익 작가의 대부분은 창작과 행동의 자유를 잃고 전향하여 시마키 켄사쿠(島木健作, 1903-1945), 나카노 시게하루(中野重治, 1902- ? ) 등의 전향문학의 현상이 나타났다. 또한 정치적·사상적인 제약이 소멸된 것으로 인해 여러 가지 문학적 입장에서의 발언이 시도되어 <코도(行動)> <분가쿠카이(文學界)> <진민분코(人文文庫)> <니홍 로우만하이(日本浪漫派)> 등의 잡지에 의해서 신인이 등장하여 아베 도모지(阿部知二, 1903- ? ), 후나바시 세이이치(舟橋聖一, 1904-1976), 다케다 린타로(武田麟太郞, 1904-1946), 니와 후미오(丹羽文雄, 1904- ? ), 이시카와 다쓰조(石川達三, 1905- ? ), 다카미 준(高見順, 1907-1965), 다자이 오사무 등의 활약이 주목된다. 평론에서는 고바야시 히데오(小林秀雄, 1902- ? ), 야스다 요주로(保田與重郞, 1910- ? ) 등이 영향력을 구사했다.
이 시기에는 또한 중견작가들이 현저한 진보를 나타내어 시마자키 도손의 <요아케마에(날이 새기 전)>가 완성되었고, 나가이 가후의 <보쿠토키단>, 도쿠다 슈세이(德田秋聲, 1871-1943)의 <가소진부츠(假裝人物)>, 다니자키 준이치로의 <슌킨쇼(春琴抄)> 등의 걸작이 발표되었고, 무로우 사이세이(室生犀生, 1889-1962), 요코미츠 리이치(橫光利一), 가와바타 야스나리의 원숙한 작품활동이 주목되었다.
그러나 1937년의 중일전쟁(中日戰爭)부터 제2차 세계대전에 걸친 전쟁기는 심한 언론통제 아래서 국책 순응이 강요되어 문학적으로는 어둡고 불행한 시대였다. 종군작가에 의한 전기물(戰記物) 이외는 표현의 자유가 상실되어 문단의 침체가 불가피했다. 전후의 문학은 패전 후의 혼란한 사회정세를 배경으로 하면서 언론의 자유를 되찾은 문단은 종합잡지·문예잡지의 복간 및 창간과 함께 새롭고 다채로운 출발을 시작했는데 대별하면 노대가(老大家)를 중심으로 한 기성작가의 활동에 의한 사소설(私小說)·풍속소설을 주축으로 한 전전(戰前)문학의 부활과, '신일본문학회(新日本文學會)'를 결성한 구프롤레타리아 작가를 중핵으로 한 혁신적인 문학운동과, 구문학의 극복과 신문학의 추구를 목표로 하는 전후파 문학운동의 세 가지를 들 수 있다.

### 전전의 시

#### 메이지 시대의 시
메이지 시대가 되자 지금까지의 와카·하이쿠·한시(漢詩) 등의 전통적 시 형식에 만족할 수 없는 정신적 요구에서, 서양시의 형식을 모방한 일종의 신체(新體)의 시 형식이 창안되었고, 이것이 근대시의 원류가 되어 수많은 변천을 거치면서 현재에 이르고 있다.
서양 시가 처음 소개되어 신체시가 연구된 것은 1882년에 도야마 마사카즈(外山正一, 1848-1900) 등이 간행한 <신타이시쇼(新體詩抄)>에 의한 것인데 예술적 가치는 작았으나 계몽적 의의는 컸다. 신체시 운동의 가능성을 확립한 것은 낭만주의 운동에서의 서정시(抒情詩)의 개화인데 그 초기 담당자는 기타무라 도코쿠(1868-1894), 시마자키 도손 등의 청년 시인들이었다. 그들은 당시 뿌리깊이 남아 있던 봉건사상에 항거하여 인간성의 해방, 자아의 각성을 찾고 청춘의 낭만적 감정을 소리높여 노래했다.
메이지 30년(1897)대의 시단의 중진은 요사노 뎃칸, 요시노 아키코 부부를 중심으로 한 '묘죠(明星)'(1900 창간)파의 시인들이다. 요사노 뎃칸은 처음 남성적인 기개를 보인 작품을 많이 썼으나 차츰 공상적인 시경(詩境)에 현실생활을 미화시키는 경향으로 옮겨, 이른바 '묘죠'파의 화려한 시풍을 수립했다. '묘조'파에서는 이시카와 다쿠보쿠, 기타하라 하쿠슈(北原白秋, 1885-1942) 등의 수재들이 배출되었다.
1905년에 우에다 빈(上田敏, 1874-1916)의 번역시집 <가이초온(海潮音)>이 간행되었는데, 주로 프랑스 상징파의 시풍을 소개하여 그 영향으로 상징시 운동이 촉구되었다. 상징파의 시인으로서 재빨리 유현(幽玄)의 신풍을 개척한 사람은 간바라 아리아케(蒲原有明, 1876-1952)와 스스키다 큐킨 등이다. 간바라는 고아한 상징시체를 완성했고, 스스키다 큐킨 또한 고대의 품위 있는 풍취를 회고한 작품으로 고전적인 아름다운 시풍을 보였다.

#### 다이쇼 시대의 시
메이지에서 다이쇼에의 시의 추이는 신체시 시대에서 근대시 시대에의 변혁의 과정이라고 할 수 있겠다.
다이쇼 시단의 과제는 메이지 말기에 발생한 구어 자유시(口語自由詩) 운동과 상징시 운동을 계승하여 시정신과 시표현의 변혁을 도모하고, 당시의 휴머니즘을 비롯하여 시대의 여러 사조에 따라서 시의 사상성·예술성을 추구하는 일이었다. 메이지 말기의 자연주의 사조는 시가(詩歌) 방면에도 커다란 영향을 끼쳤고 시에서는 신체시 운동 이래의 문어시(文語詩)의 정형률(定形律)에 대한 반성이 행해져서 구어 자유시 운동이 제창되었다.
1908년에 시마무라 호게츠(島村拘月, 1871-1918)의 <구어시 문제(口語詩問題)>, 다음해에 이시카와 다쿠보쿠의 <구라후베키시(먹어야 할 詩)> 등의 논문에서 구어시의 의의가 강조되었는데, 이는 단순히 표현의 변혁을 찾을 뿐만 아니라 표현을 규제하는 정신의 변혁도 의도하는 것으로서 종래의 공상적인 낭만적 심정에 대한 불만으로부터 현실에 입각한 시정신을 확립하고 정조(情調) 중심의 서정시에 사상성을 가하여 새로운 근대시의 방향을 목표로 하는 것이었다. 이와 같은 운동은 다이쇼기에 들어와서 다카무라 고타로(高村光太郞, 1883-1956), 하기와라 사쿠타로(萩原朔太郞, 1886-1942)의 시업(詩業)으로 획기적인 성공을 거두었고, 또한 민중시파(民衆詩派) 시인의 활약으로 구어 자유시 운동은 급속히 발전했다.
근대시의 본격적인 성립·발전은 다이쇼 시대에 들어와서였는데 메이지 말기의 상징시 운동을 계승하여 신풍(新風)을 보이고 선구적 역할을 수행한 사람으로 기타하라 하쿠슈(北原白秋, 1885-1942), 미키 로후(三木露風, 1885-1964) 등이 있다. 기타하라는 당시 신낭만주의의 탐미적 경향을 대표하여 <자슈몬(邪宗門)> <오모이데(회상)> 등으로서 이국(異國) 취미의 환상적·관능적인 정서시풍을 수립하였고 미키는 <하이엔(發園)> <시라키테노카도류(하얀 손의 사냥꾼)> 등에서 음영(陰影)과 함축성 있는 명상적인 정조시풍(情調詩風)을 완성시켰다.
예술시파에서는 <덴신노쇼(轉身의 頌)>에서 고답적·신비적인 독자적 시풍을 수립한 히나쓰코 노스케(日夏耿之介, 1890-1971), <샤킨(砂金)>에서 환상적인 감미로운 시풍을 보인 사이조 야소(西條八十, 1892-1970), <준조시슈(殉情詩集)>에서 청신·고아한 서정시풍을 보인 사토 하루오(佐藤春夫, 1892-1964), 역(譯)시집 <겟카노이치군(月下의 一群)>의 호리구치 다이가쿠(掘口大學, 1892- ? ), 또한 <하루토슈라(春과 修羅)>에서 이풍(異風)을 보인 미야자와 겐지 등이 주목된다.
그러나 다이쇼 중기에서 후기로 시단의 주류를 형성해 나간 것은 민중시(民衆詩) 운동이었다. 제1차 세계대전경부터 강력해진 데모크라시의 사조는 문학에 커다란 영향을 미쳤는데 시단에서는 민중의 생활감정과 이상을 소리높이 노래하려는 민중시 운동이 발생했다. 이 파에 포괄(包括)되는 시인인 무로 사이세이(室生犀星, 1889-1962), 야마무라 보초(山村暮鳥, 1884-1924)는 하기와라 사쿠타로(萩原朔太郞)와 함께 잡지 <간조(感情)>에 의한 서정시 운동에서 출발하였다. 무로의 <조조쇼쿄쿠슈(抒情小曲集)>의 초기 작풍은 야성적인 생활감정과 예리한 감수성이 그 특색이나 <아이노시슈(사랑의 詩集)>에서는 강한 인도주의적 경향으로 서민적인 감정과 사랑의 정신을 노래했다. 야마무라도 초기의 <세이산료하리(聖三稜?璃)>의 인상시풍에서 전환하여 인도주의 사상을 노래했고, 다시 동양적인 범신론적 시경(詩境)으로 나아갔다. 센케모토 마로(1888-1948)는 '시라카바'파의 시인으로서 <지분와미타(나는 보았다)>에서 자연의 미와 생명력을 찬양하고 인간애의 정신을 노래하였다. 이 밖에도 후쿠다 마사오(福田正夫, 1893-1952), 시라토리 쇼고(白鳥省吾, 1890- ? ), 사토 도노스케(佐藤摠之助, 1890-1942), 모모타 소지(百田宗治, 1893-1955) 등이 있으나 경력이나 시풍은 같지 않다.
민중시 운동은 시의 대중화와 구어시의 보급에 공헌했으며, 시상(詩想)이나 용어의 단조로움과 계급의식이 결여된 사상적 한계가 비판받아 사회주의 운동의 진전에 따라 영향력을 잃었고, 다이쇼 말기에는 다디이즘이나 아나키즘에 의한 기존 시에 대한 부정의 움직임이 강화되어 프롤레타리아 시나 모더니즘의 시 운동이 발생하여 쇼와 시대의의 신풍으로 옮겨졌다.

#### 쇼와 시대 (1945년 이전)의 시
쇼와시대에 들어서자 시단은 먼저 프롤레타리아파와 모더니즘파의 대립의 형태로 시작되어, 각기 사상성과 예술성의 양면에서 현저한 진전을 보였으며 현대시로서의 성격을 강화시켜 나갔다. 이어 이 양파 대립의 중간에서 그 어느 것에나 동조하지 않는 사람들로부터 새로운 서정주의와 현실주의의 운동이 일어나서 1935년대의 주류가 형성되어 갔다.
쇼와의 신시운동은 주지적 경향을 강화시켜 서정시의 질적 변혁을 찾는 동시에 '노래하는 시에서 생각하는 시로'라는 비평정신의 확립을 향해 다채롭게 전개되나 충분한 성과를 올리지 못하고 있는 가운데 제2차 세계대전을 맞았다. 국책에 따른 전쟁시가 강요된 전시하에서는 시의 예술성을 지키는 데까지 소극적인 저항의식을 가졌을 정도로서 시단의 전면적인 황폐는 불가피했다.
전후의 시는 소설과 함께 가장 눈부신 것이었다. 그러나 전후의 혼란 속에서 시의 새로운 방향을 잡기에는 용이하지가 않았다. 전전파·전후파의 시인들이 모두 각종 발언을 시도했고, 시론(詩論)도 마찬가지로 다양하고 복잡했으나, 황폐된 심정을 시로써 충족시키려는 강한 예술적 욕구는 공통되어 있었다. 그러나 시사(詩史)적으로 보아서 보다 중요한 역할을 담당한 것은 전후파의 신인들이다. 그들은 전쟁의 상처를 호소하고, 전후 사회의 혼란 속에서 불안과 허무와 고독에 방황하며 현실을 응시하는 강한 사상성을 보였다. 그리하여 현대시의 방향으로서 비평정신에 입각한 새로운 서정의 가능성을 추구해 나갔다.
전후 발행된 동인 시지(詩誌)는 수백에 달하여 유례없는 성황을 보였으나, 각파 각양의 주장은 자칫 독선적인 경향에 빠져서 때때로 현대시의 난해성이 지적되었는데, 현대시가 이론과 실작(實作)이 수반된 발전을 하기에는 많은 문제가 남아 있었다.

### 전전의 단가·하이쿠

#### 메이지시대의 단가·하이쿠
메이지 초기의 가단(歌壇)은 게이엔파(桂園派)를 중심으로 한 구(舊)가단의 연장에 지나지 않았으나, 1882년 <신타이시쇼>에서의 단가 부정의 자극 등에 의해 시대에 눈뜬 사람들에 의하여 와카 개량론(和歌改良論)이 제창되었다.
요사노 뎃칸은 1895년 가론(歌論) <보코쿠노온(亡國의 音)>을 발표하여 여성적 유약성을 갖는 노래를 비난하고 남성적 가조를 주장하였으며, 1899년 '도쿄신시샤(東京新詩社)'를 결성하고 다음해 기관지 <묘죠(明星)>를 창간했다. 그는 차츰 연애·정열을 중핵으로 한 낭만적인 가풍으로 이행하였는데 호쇼(鳳晶＝후에 뎃칸의 아내 요사노 아키코, 1878-1942)의 출현에 의해서 단가의 근대화의 실현을 성취할 수가 있었다. 그녀는 <미다레 가미(흐트러진 머리)>에서 본능적인 인간해방과 관능을 구가했다. 이 한 권은 메이지 낭만주의의 정화로 간주된다.
한편 '신시샤(新詩社)'와 더불어 단가의 혁신운동을 추진한 것은 마사오 가시키(正岡子規)(1867-1902)였다. 그에 의한 혁신의 방향은 전통 단가의 본질을 심화시킴으로써 근대화를 이룩하려는 것으로 일종의 의고주의(擬古主義)적인 경향을 볼 수 있다. 이 밖에 구파(舊派)에서 나와 차츰 신풍으로 향한 사사키 부쓰나(佐佐木信綱, 1872-1963)의 지쿠하쿠카이(竹柏會)가 있다. 그는 온화하고 절충적 입장을 취하여 새로운 가풍의 보급에 노력했다. 이와 같이 메이지 말기는 단가사상(短歌史上) 재능 있는 가인이 배출되어 그 특색을 발휘한 풍요한 시대였다. 또한 근대 하이쿠에 있어서는 첫째로 마사오 가시키에 의한 혁신을 들 수 있는데, 하이카이(俳諧)의 훗구(發句)였던 명칭을 하이쿠(俳句)라는 이름으로 보급시킨 것도 그였다.

#### 다이쇼 시대의 단가·하이쿠
다이쇼시대(1912-1926)의 단가를 담당할 사람들이 등장하는 것은 메이지 후기로서 이들 신인은 자연주의의 침윤(浸潤)과 그 대응의 방법에서 각자의 개성을 발휘하면서 눈부신 세대적 교류 속에서 공전의 다채·풍요한 한 시기를 출현시켰다.
이러한 전환기 속에서 다이쇼 가단(歌壇)을 대표하는 세력을 형성하게 된 것은 1917년경의 '아라라기'파로서 이후의 가단은 그들의 전성시대였다. 즉 시마키 아카히코(島木赤彦, 1876-1926), 사이토 모키치(齋藤茂吉, 1882-1953), 나카무라 켄키치(中村憲吉, 1889-1934), 쓰치야 분메이(土屋文明, 1890- ? ), 샤쿠 초쿠(1887-1953)가 그들이다.
한편 하이단(俳壇)에서는 마쓰오 가시키(松岡子規)의 혁신정신을 계승한 가와히가시 헤키고토(河東碧梧桐, 1873-1937)는 자연주의 시대에 이른바 신경향 하이쿠를 창도(唱道)하였고, 이는 하기와라 세이센스이(荻原井泉水, 1884- ? ) 등에 의해서 적극적으로 추진되었다.
그러나 다이쇼에 들어와서는 무라카미 기죠(村上鬼城, 1865-1938), 이이다 다코쓰(1885-1962) 등의 뛰어난 작가들에 의해 '호토토기스(두견새)' 하이단이 다시 활기를 보였다. 다이쇼시대의 단가·하이쿠는 모두 마쓰오 가시키의 유파에 속하는 사생파(寫生派)가 주류를 이루었는데 각각 고유한 길을 걸으면서 고도의 결정성(結晶性)을 가져왔다.

#### 쇼와 시대 (1945년 이전)의 단가·하이쿠
다이쇼 말기에서 쇼와 초기의 가단(歌壇)은 구어가(口語歌) 운동의 기관지 <우타토지유(歌와 自由)>의 발간, '신단가협회(新短歌協會)'의 결성으로 '아라라기'를 중핵으로 하는 기성가단을 비판하고 새로운 경향을 낳으려는 움직임을 보였는데, 새로운 움직임의 하나는 좌익적인 프롤레타리아 단가의 움직임이었는데, 이러한 운동은 중일전쟁(中日戰爭)을 계기로 가단이 국책(國策)에 대한 협력으로 기울어져 애국정신을 노래한 단가의 범람으로 문예성(文藝性)을 상실해 갔다.
하이쿠(俳句)에서는 1931년 이후 신흥 하이쿠(新興俳句)가 정서의 회복, 인간의 회복을 목표로 전개되었고, 그 후 무계(無季) 하이쿠 운동이 전개되었다. 이는 1940년과 1941년 두 차례의 탄압으로 소멸되었으며, 전시중에는 1940년경 전시사회에서의 자세를 하이쿠에서 추구하려는 '인간탐구파(人間探究派)'가 주목을 받았다.

## 전후

### 전후의 일본 문학
전후파의 신인으로는 노마 히로시(野間宏, 1915- ? ), 우메자키 하루오(梅崎春生, 1915-1965), 시이나 린조(椎名麟三, 1911- ? ) 등의 여러 작가들이 주목되었고, 제2진으로서 미시마 유키오(三島由紀夫, 1925-1971), 오오카 쇼헤이(大岡昇平, 1909-1988), 이노우에 야스시(井上靖, 1907- ? ) 등이 눈부신 활약을 보였으며 그 밖에 많은 신인이 등장했다.
이 전후문학 운동은 한국전쟁이 일어난 시기부터 불안감과 위기의식을 배경으로 하여 심한 전환기를 맞으며 정치와 문학, 조직과 인간 등의 문제가 제기되어 일반적으로 문학자의 정치적·사회적인 관심이 강해졌고 그것이 창작활동에도 반영되어 현대문학은 새로운 동향을 보였다.

### 전후의 단가·하이쿠
전후의 단가·하이쿠에서는, 먼저 단가에서 전시중의 반성과 평화건설에의 의지, 그리고 일본적 민주주의 단가의 형성이라는 목표를 가지고 재건의 제1보를 내디뎠다. 이 때의 특징으로서는 단가 형식의 정형(定型), 자유율(自由律)의 공존을 인정한 것으로서, 여기에 1930년대의 단가 운동을 거친 반성이 깔려 있다고 하겠다.
하이쿠는 전쟁 중 자연의 소재를 풍영(諷詠)하는 것으로 저항한다는 미약한 문예성 옹호의 흐름을 보였으나, 대세는 역시 전시 협력의 안이한 작풍이 지배적이었으며, 전후 이에 대한 반성과 탄압에 의해서 중단한 하이쿠 운동을 재발족시킨다는 점에서 출발했다.

## 관련 기사
- 일본의 근세문학사